# 42112 Hongkyumoon
42112 Hongkyumoon este o planetă minoră (asteroid), cu un diametru de 10,755 km, din centura de asteroizi. A fost descoperită pe 4 ianuarie 2001 la Stația Anderson Mesa de Lowell Observatory Near-Earth-Object Search și a fost numită după Hong-Kyu Moon⁠(d). 
Obiectul prezintă o orbită caracterizată de o semiaxă mare de 2,8531730081384 UAi, o excentricitate de 0,1547557557561, o înclinație de 35,785437740028 ° în raport cu ecliptica.